# Kilinochchi (district)
Kilinochchi (Singalees: Kilinŏchchi; Tamil: Kiḷinochchi) is een district in de Noordelijke Provincie van Sri Lanka. Kilinochchi heeft een oppervlakte van 1279 km² en telde in 2007 195.812 inwoners. De hoofdstad is de stad Kilinochchi.
Centrale Provincie (Kandy · Matale · Nuwara Eliya) · Oostelijke Provincie (Ampara · Batticaloa · Trincomalee) · Noordelijke Centrale Provincie (Anuradhapura · Polonnaruwa) · Noordelijke Provincie (Jaffna · Kilinochchi · Mannar · Mullaitivu · Vavuniya) · Noordwestelijke Provincie (Kurunegala · Puttalam) · Sabaragamuwa (Kegalle · Ratnapura) · Uva (Badulla · Moneragala) · Westelijke Provincie (Colombo · Gampaha · Kalutara) · Zuidelijke Provincie (Galle · Hambantota · Matara)